# لنوکس هیستی
لنوکس هِـیستی (انگلیسی: Lennox Hastie) سرآشپز اسکاتلندی‌تبار اهل استرالیا است که در زمینهٔ باربیکیو تخصص دارد. هِـیستی به خاطر تکنیک‌های آشپزی غیرمعمولش که فقط از آتش طبیعی بدون استفاده از برق یا گاز برای باربیکیو استفاده می‌کند، شهرت دارد. وی در «کالج کِیتِرینگ» وست‌مینستر درس خواند و در رستوران‌های مختلفی در فرانسه و اسپانیا کار کرد. در سال ۲۰۱۹ او به عنوان بهترین سرآشپز در فهرست «۱۰۰ غذاهای لذیذ: راهنمای خوشمزه‌ترین رستوران استرالیا» قرار گرفت. برنامهٔ شفز تیبل یکی از اپیزودهای خود را به او اختصاص داد.